# Gambrinus (Pilsen)

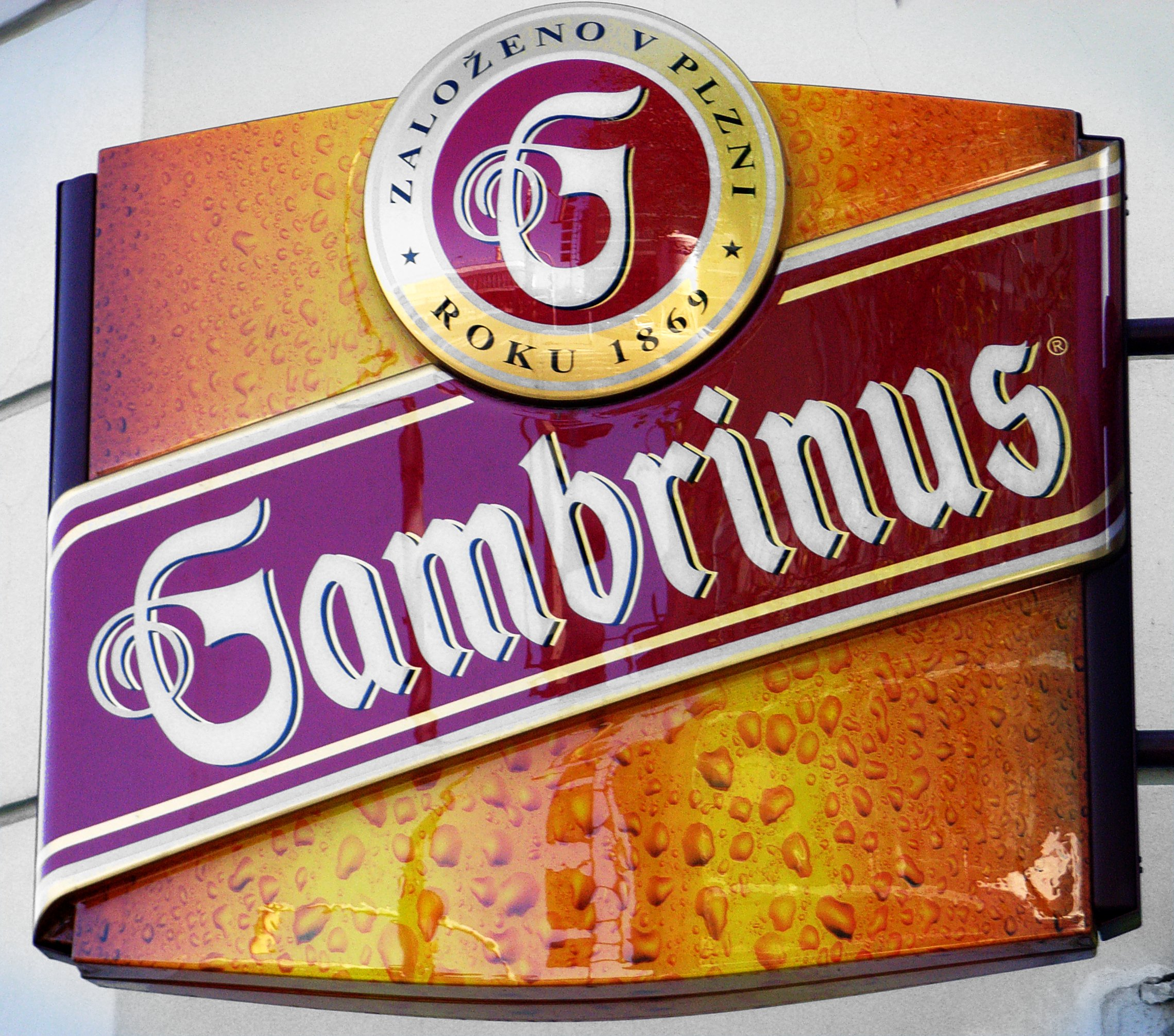
Gambrinus-Werbung in Karlsbad

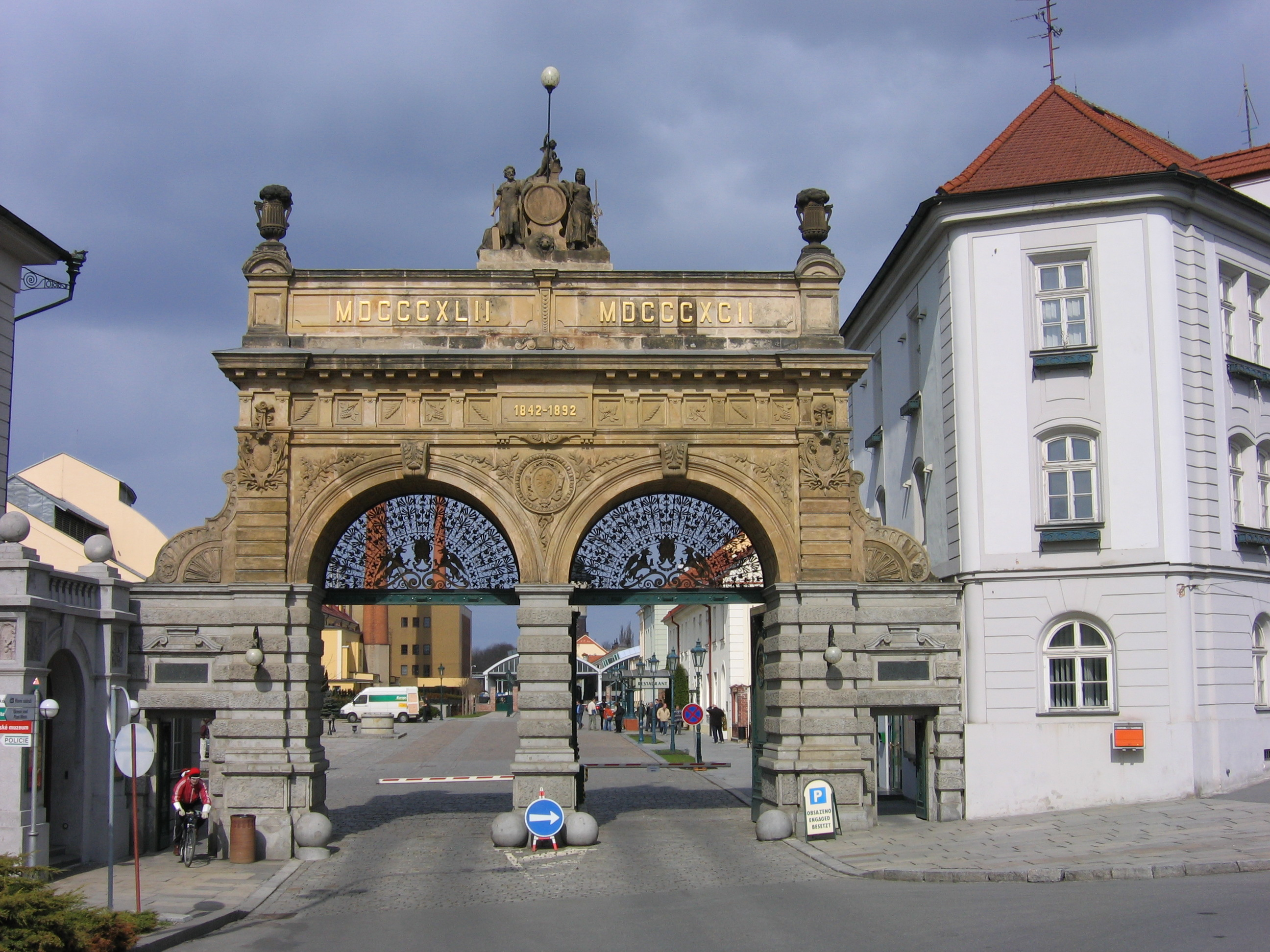
Tor der Brauerei

Gambrinus (nicht zu verwechseln mit dem österreichischen Dosenbier Gambrinus) ist eine Biermarke in Tschechien. Sie wird heute ebenso wie Pilsner Urquell von der Brauerei Plzeňský Prazdroj in Pilsen gebraut. Gambrinus ist ein Pilsbier, das seit 1869 gebraut wird.

## Geschichte
Die ursprüngliche Brauerei wurde 1869 unter dem Namen Erste Pilsener Aktienbrauerei gegründet. Diese verwendete zuerst nur für ihr Bier, später auch als Brauereinamen, die Marke Plzeňský Gambrinus (deutsch: Pilsner Gambrinus).
Nach dem Zweiten Weltkrieg wurde die Brauerei mit dem älteren Bürgerlichen Brauhaus (Biermarke Pilsner Urquell) unter dem Namen Pilsener Brauereien zusammengeschlossen und verstaatlicht. Im Jahr 1972 überschritt die jährliche Produktion die Marke von 1 Mio. hl. 1992–1994 wurde das Staatsunternehmen privatisiert und erhielt den Namen Plzeňský Prazdroj a.s. (deutsch: Pilsner Urquell AG). Mit der Privatisierung erfolgten umfangreiche Modernisierungsmaßnahmen. 1993 wurde die Hauptgärung von offenen Bottichen auf geschlossene zylindrokonische Tanks umgestellt, 1998 wurde ein neues Sudhaus in Betrieb genommen. Die Jahresproduktion der Marke Gambrinus wurde auf 3,5 Mio. hl gesteigert. Seit 2016 gehört das Unternehmen zum Asahi-Konzern.
Der Name stammt von Gambrinus, der Überlieferungen nach als Erfinder des Bierbrauens gilt.
Die Brauerei war von der Saison 1997/98 bis 2013/14 Namensgeber und Sponsor der höchsten tschechischen Fußballliga.

## Biere
Es werden folgende Biere angeboten:
- Gambrinus Originál 10°, ein helles Lagerbier mit einem Volumen-Alkoholgehalt von 4,3 %
- Gambrinus Excelent 11°, ein dreifach gehopftes Pils mit einem Volumen-Alkoholgehalt von 4,7 %
- Gambrinus Premium, ein Pils mit einer Stammwürze von 11,75 °P und einem Volumen-Alkoholgehalt von 5,0 %[5]
- Gambrinus Dry, ein helles Lagerbier mit reduziertem Zuckergehalt und einem Volumen-Alkoholgehalt von 4,0 %
- Nepasterizovane G, ein helles nicht pasteurisiertes Lagerbier mit einem Volumen-Alkoholgehalt von 4,3 %
- Nefiltrovaný ležák, ein unfiltriertes Pils mit einem Volumen-Alkoholgehalt von 4,95 %
- Ochucený, ein Biermischgetränk (verschiedene Versionen) mit einem Alkoholgehalt von 2 %